# Scaphytopius nanus
Scaphytopius nanus är en insektsart som beskrevs av Van Duzee 1907. Scaphytopius nanus ingår i släktet Scaphytopius och familjen dvärgstritar. Inga underarter finns listade i Catalogue of Life.